# Episodi di Quicksand
La prima stagione della serie televisiva Quicksand, composta da 6 episodi, è stata interamente pubblicata il 5 aprile 2019 su Netflix.
| N° | Titolo originale | Titolo italiano  | Pubblicazione Svezia | Pubblicazione Italia |
| -- | ---------------- | ---------------- | -------------------- | -------------------- |
| 1  | Maja             | Maja             | 5 aprile 2019        | 5 aprile 2019        |
| 2  | Förhöret         | In carcere       | 5 aprile 2019        | 5 aprile 2019        |
| 3  | Begravningen     | Il funerale      | 5 aprile 2019        | 5 aprile 2019        |
| 4  | Rekonstruktionen | La ricostruzione | 5 aprile 2019        | 5 aprile 2019        |
| 5  | Rättegången      | Il processo      | 5 aprile 2019        | 5 aprile 2019        |
| 6  | Vittnena         | I testimoni      | 5 aprile 2019        | 5 aprile 2019        |

## Maja
- Titolo originale: Maja
- Diretto da: Per-Olav Sørensen
- Scritto da: Camilla Ahlgren

### Trama
Dopo una sparatoria a scuola, la diciottenne Maja Norberg viene portata in carcere con l'accusa di omicidio.

## In carcere
- Titolo originale: Förhöret
- Diretto da: Per-Olav Sørensen
- Scritto da: Camilla Ahlgren & Veronica Zacco

### Trama
Quando l'ispettore Nilsson interroga Maja sul suo rapporto con Sebastian, la ragazza ricorda una festa scatenata organizzata in occasione del nuovo anno scolastico.

## Il funerale
- Titolo originale: Begravningen
- Diretto da: Per-Olav Sørensen
- Scritto da: Camilla Ahlgren & Alex Haridi

### Trama
Il giorno del funerale, una tormentata Maja fa di tutto per lasciare la cella. In un flashback, il suo rapporto con Samir si approfondisce e Sebastian esagera.

## La ricostruzione
- Titolo originale: Rekonstruktionen
- Diretto da: Lisa Farzaneh
- Scritto da: Camilla Ahlgren & Alex Haridi

### Trama
Il comportamento di Sebastian spinge Maja a rompere con lui. Quando la polizia ricostruisce la sparatoria, la ragazza è travolta dai ricordi.

## Il processo
- Titolo originale: Rättegången
- Diretto da: Per-Olav Sørensen
- Scritto da: Camilla Ahlgren & Veronica Zacco

### Trama
All'inizio del processo Maja, che rischia 14 anni di prigione, parla della vera natura di Claes e della brutta piega presa dalla sua festa per i diciotto anni.

## I testimoni
- Titolo originale: Vittnena
- Diretto da: Per-Olav Sørensen
- Scritto da: Camilla Ahlgren

### Trama
Un testimone sopravvissuto alla strage testimonia che la sera prima della tragedia Sebastian ha organizzato una festa conclusasi con un confronto drammatico.